# Eliurus
Eliurus és un gènere de rosegadors de la família dels nesòmids. Aquest grup conté una dotzena d'espècies, totes endèmiques de Madagascar. Tenen un aspecte similar al dels ratolins, però es caracteritzen per la seva cua peluda, similar a la dels lirons. El seu pelatge suau és marró grisenc o gris groguenc a la part dorsal i gris clar a la part ventral i les extremitats. Mesuren 8–18 cm de llargada, amb una cua de 8–21 cm i un pes de 35–100 g.